# Hayley Mills
Hayley Catherine Rose Vivien Mills (nascuda el 18 d'abril de 1946) és una actriu anglesa. Filla de Sir John Mills i Mary Hayley Bell i germana menor de l'actriu Juliet Mills, va començar la seva carrera d'actriu de petita i va ser aclamada com una prometedora nouvinguda, guanyant el Premi BAFTA al nouvingut més prometedor per la seva actuació a la pel·lícula dramàtica britànica La badia del tigre (1959), l'Oscar juvenil per Pollyanna (1960) de Disney i Premi Globus d'Or a la Nova Estrella de l'Any – Actriu el 1961.
Durant la seva carrera inicial, va aparèixer en sis pel·lícules per a Walt Disney, inclòs el seu doble paper com a les bessones Susan i Sharon a la pel·lícula de Disney The Parent Trap. (1961). La seva actuació a Whistle Down the Wind (una adaptació de 1961 de la novel·la escrita per la seva mare) va veure Mills nominada al BAFTA a la millor actriu britànica i va ser votada com l'estrella més gran del Regne Unit el 1961. Segons un escriptor, "Va ser una estrella de cinema durant aproximadament una dècada... un Estrella de cinema genuïna, de la vella escola, per sobre del títol: figura a les enquestes de taquilla, el focus d'una imatge pública acuradament protegida, signatària d'un contracte a llarg termini amb un estudi que intentaria fabricar vehicles per a ella. De fet, podríeu argumentar que Hayley Mills va ser una de les últimes estrelles a les quals s'aplicava aquest darrer factor, almenys en el cinema de parla anglesa."
A finals de la dècada de 1960, Mills va començar a actuar en obres teatrals, fent el seu debut a l'escenari en un revival West End de Peter Pan el 1969. També va interpretar papers més madurs. Pel seu èxit amb Disney, va rebre el premi Disney Legends. Tot i que no ha mantingut l'èxit de taquilla ni la lista A d'Hollywood que va experimentar com a actriu infantil, ha continuat fent pel·lícules i aparicions a la televisió, inclòs un paper protagonista al mini-mini de televisió del Regne Unit. sèrie The Flame Trees of Thika el 1981, el paper principal a la sèrie de televisió de Disney Good Morning, Miss Bliss el 1988, i com a Caroline, un personatge principal a Wild at Heart (2007–2012) a ITV al Regne Unit. Va publicar les seves memòries, Forever Young, el 2021.

## Primers anys i carrera professional
Mills va néixer el 18 d'abril de 1946 a Marylebone, Londres. Tenia 12 anys quan va ser descoberta per J. Lee Thompson, que inicialment buscava un noi per interpretar el paper principal a La badia del tigre, que va protagonitzar el seu pare, el veterà actor britànic Sir John Mills. La pel·lícula va ser popular a la taquilla a Gran Bretanya.

### Disney
Bill Anderson, un dels productors de Walt Disney, va veure La badia del tigre i va suggerir que Mills tingués el paper principal a Pollyanna (1960). El paper de la "noia alegre" òrfena que s'instal·la amb la seva tia la va catapultar a l'estrellat als Estats Units i li va valer un Oscar juvenil, l'última persona a guanyar el guardó. Com que no va poder estar present per rebre el trofeu, Annette Funicello el va acceptar en nom seu. Posteriorment, Disney va emetre Mills com a bessones Sharon i Susan que reuneixen els seus pares divorciats a The Parent Trap (1961). A la pel·lícula, canta "Let's Get Together" com a duet amb ella mateixa. La cançó va ser un èxit a tot el món, arribant al número 8 als Estats Units.
Mills va rebre una oferta per fer una pel·lícula a Gran Bretanya per Whistle Down the Wind (1961) de Bryan Forbes, basada en una novel·la de la seva mare Mary Hayley Bell, sobre uns nens que creuen que un condemnat fugit és Jesús. Va ser un èxit a la taquilla britànica i va ser votada com l'estrella més gran de Gran Bretanya el 1961. A Mills se li va oferir el paper principal a Lolita de Stanley Kubrick, però el seu pare el va rebutjar. "M'agradaria haver-ho fet", va dir l'any 1962. "Va ser una pel·lícula espectacular." Mills va tornar a Disney per a una pel·lícula d'aventures, In Search of the Castaways (1962), basat en una novel·la de Jules Verne. Va ser un altre èxit popular, i va ser votada com la cinquena estrella més gran del país durant els dos anys següents.
El 1963, Disney va anunciar plans per filmar una adaptació de la novel·la de Dodie Smith I Capture the Castle, amb Mills en el paper de Cassandra. Disney va acabar abandonant el projecte, tot i que encara conservava els drets cinematogràfics del llibre, quan el novel·lista i la guionista seleccionada Sally Benson no resultaren; Mills es va fer massa gran per al paper abans que el projecte es pogués reviure. La seva quarta pel·lícula per a Disney va funcionar menys bé que les seves anteriors pel·lícules de Disney, però tot i així va tenir èxit:  Màgia d'estiu (1963), una adaptació musical de la novel·la Mother Carey's Chickens. Ross Hunter la va contractar per a una producció britànica-estatunidenca The Chalk Garden (1964), interpretant a una noia que turmenta la institutriu Deborah Kerr. De tornada a Disney, va estar en una pel·lícula sobre lladres de joies, The Moon-Spinners (1964), rebent el seu primer petó a la pantalla de Peter McEnery. Mills va tenir un canvi de ritme amb Sky West and Crooked (1965), ambientada en el món dels gitanos, escrita per la seva mare i dirigida pel seu pare, però no va tenir èxit comercial. En canvi, la seva darrera pel·lícula amb Disney, la comèdia That Darn Cat! (també 1965), va resultar molt bé a taquilla.
Durant els seus sis anys a Disney, Mills va ser sens dubte l'actriu infantil més popular de l'època. Els crítics van assenyalar que l'estrella infantil preferida dels Estats Units era, de fet, força britànica i molt femenina. L'èxit de "Let's Get Together" (que va assolir el número 8 a la llista de senzills Billboard Hot 100, el número 17 a Gran Bretanya i el número 1 a Mèxic), també va portar a el llançament d'un àlbum discogràfic al segell Buena Vista de Disney, Let's Get Together with Hayley Mills, que també incloïa la seva única altra cançó d'èxit, "Johnny Jingo" (Billboard No. 21, 1962). El 1962, els exhibidors britànics la van votar com l'actriu de cinema més popular del país.
A Forever Young: A Memoir, entre altres temes, revela els punts més alts dels seus inicis de carrera, així com les lluites amb l'autoestima i un trastorn alimentari. Descrivint com va rebutjar papers que "minaven la imatge de Disney", com ara Doctor Doolittle i Lolita de Stanley Kubrick, va escriure que "Crec que en estar sota contracte amb Walt Disney, tant com jo vaig apreciar molt l'oportunitat que em va donar, [i] la carrera que em va donar, francament, em va impedir aconseguir més tipus de papers diferents i, finalment, també va influir en com em sentia per mi mateixa." Finalment, als 20 anys, va rebutjar un nou contracte de Disney. Va sentir que els seus càstings de personatges la van portar a "repetir-se" amb l'estudi. També va detallar com als 21 anys va perdre la major part de la seva fortuna de Disney a causa d'un tipus impositiu del 90% implementat per l'Inland Revenue a Anglaterra. La seva crida per recuperar els seus fons va ser finalment rebutjada, i Mills va admetre que en aquell moment, estava preocupada per seguir el camí de Judy Garland i convertir-se en un "actiu d'estudi".

## Carrera cinematogràfica posterior a Disney
Per a Universal, Mills va fer una altra pel·lícula amb el seu pare, The Truth About Spring (1965), protagonitzada pel habitual de Disney James MacArthur com el seu interès amorós. Va ser lleugerament popular. Tanmateix The Trouble with Angels (1966), va ser un gran èxit; va jugar com una noia d'internat catòlica bromista amb esquemes "mordaçment brillants", al costat de la veterana de la pantalla Rosalind Russell, i dirigida per una altra veterana de Hollywood, Ida Lupino. Després va proporcionar la veu de la Sireneta per a The Daydreamer (1966).

### Roy Boulting
Poc després de The Truth About Spring, Mills va aparèixer al costat del seu pare i Hywel Bennett a la pel·lícula del director Roy Boulting aclamada per la crítica The Family Way (1966), una comèdia sobre una parella que té dificultats per consumar el seu matrimoni, amb una partitura de Paul McCartney i arranjaments del productor dels Beatles George Martin. Va començar una relació romàntica amb Boulting i finalment es van casar, el 1971. Després va actuar com a protagonista de Pretty Polly (1967), al costat del famós actor de cinema indi Shashi Kapoor, a Singapur.
Mills va fer una altra pel·lícula per a Boulting, el polèmic thriller de terror Twisted Nerve el 1968, juntament amb la seva coprotagonista de Family Way Hywel Bennett. Va fer una comèdia, Take a Girl Like You (1970), amb Oliver Reed i va fer el seu debut al West End amb The Wild Duck l'any 1970. Va tornar a treballar per a Boulting a Mr. Forbush and the Penguins (1971), substituint la protagonista femenina original.
El 1972 Mills va tornar a actuar al costat d'Hywel Bennett a Endless Night juntament amb Britt Ekland, Per Oscarsson i George Sanders. Es basa en la novel·la Endless Night d'Agatha Christie. Va fer dues pel·lícules per a Sidney Hayers, What Changed Charley Farthing? (1974) i Deadly Strangers (1975). Després de The Kingfisher Caper el 1975, coescrita per Boulting, va abandonar la indústria cinematogràfica durant uns quants anys.

## Resorgiment i recepció de la televisió
El 1981, Mills va tornar a actuar amb un paper protagonista a la minisèrie de televisió britànica The Flame Trees of Thika, basada en les memòries d'Elspeth Huxley sobre la seva infància a l'Àfrica oriental. La sèrie va tenir una bona acollida, la qual cosa la va portar a acceptar més papers d'actuació. Després va tornar a Amèrica i va fer dues aparicions a The Love Boat el 1985, i un episodi de Murder, She Wrote el 1986.
Sempre acollida a Disney, Mills va narrar un episodi de The Wonderful World of Disney, despertant un renovat interès pel seu treball a Disney. El 1985, originalment es va considerar que donés la veu a Princesa Eilonwy al 25è llargmetratge d'animació de Disney Taran i la caldera màgica, però més tard va ser substituïda per la veterana actriu de veu britànica Susan Sheridan. Més tard, va repetir els seus papers com a bessones Sharon i Susan per a un trio de pel·lícules de televisió Parent Trap: The Parent Trap II, Parent Trap III i Parent Trap: Hawaiian Honeymoon. També va protagonitzar el personatge principal de la sèrie de televisió produïda per Disney Channel Good Morning, Miss Bliss el 1987. El programa es va cancel·lar després de 13 episodis i els drets van ser adquirits per NBC, que va reformatejar Good Morning, Miss Bliss en Saved by the Bell sense cap més implicació de Mills. En reconeixement del seu treball amb The Walt Disney Company, va ser el premi Disney Legends el 1998.
Mills va recordar la seva infància a la pel·lícula documental del 2000 Sir John Mills' Moving Memories, que va ser dirigida per Marcus Dillistone i produïda pel seu germà Jonathan. El 2005 va aparèixer en l'aclamat curtmetratge Stricken, escrit i dirigit per Jayce Bartok. El 2007 va començar a aparèixer com a Caroline al drama veterinari africà d'ITV1 Wild at Heart; la seva germana Juliet Mills va ser una estrella convidada a la temporada 4 del drama.
El 2010, Mills va aparèixer a Mandie and the Cherokee Treasure, basada en una de les populars novel·les Mandie de Lois Gladys Leppard. El 2023 va aparèixer a la cinquena temporada del drama criminal d'ITV Unforgotten com Lady Emma Hume.

## Carrera als escenaris
Mills va fer el seu debut teatral el 1969 en un revival al West End de Peter Pan. L'any 2000 va fer el seu debut Off-Broadway amb Suite in Two Keys de Sir Noël Coward, al costat de l'actriu estatunidenca Judith Ivey, pel qual va guanyar un Theatre World Award. El 1991 va aparèixer com Anna Leonowens a la producció australiana de The King and I. El desembre de 2007, per a la seva celebració anual d'aniversari de "The Master", The Noël Coward Society va convidar Mills com a celebritat convidada a posar flors davant de l'estàtua de Coward al Gershwin Theatre de Nova York , commemorant així l'aniversari del 108è aniversari de Coward.
El 1997, Mills va protagonitzar la gira nacional dels Estats Units de The King and I de Rodgers i Hammerstein. L'any 2001, Mills va interpretar a Desiree Armfeldt en una producció de "A Little Night Music" a Seattle, Washington. Va ser una coproducció amb l'A Contemporary Theatre de la ciutat i el Fifth Avenue Theatre. El 2012 va interpretar a Ursula Widdington a la producció escènica de Ladies in Lavender al Royal & Derngate Theatre, abans d'embarcar-se en una gira nacional al Regne Unit. El 2015, va fer una gira per Austràlia amb la seva germana Juliet Mills i el marit de Juliet Maxwell Caulfield a la comèdia Legends! de James Kirkwood. Mills va protagonitzar la sèrie Off-Broadway del 2018 de Party Face d'Isobel Mahon al City Center.

## Vida personal

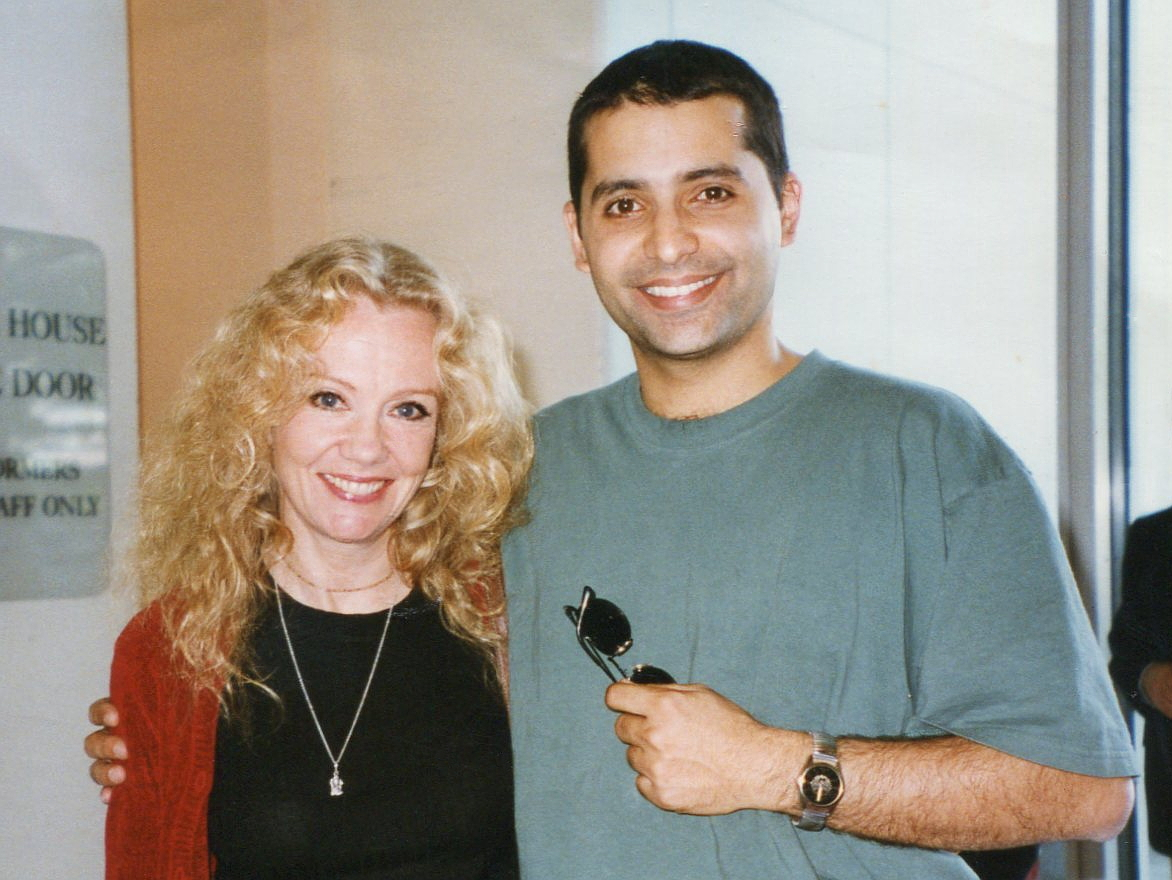
Mills i Firdous Bamji el 1997

El 1966, mentre filmava The Family Way, Mills, de 20 anys, va començar una relació amb el director de 53 a Roy Boulting. Els dos es van casar el 1971 i eren propietaris d'un pis a Chelsea de Londres i Cobstone Windmill a Ibstone, Buckinghamshire, que més tard va ser venut. El seu fill, Crispian Mills, és el cantant i guitarrista de la banda de raga rock Kula Shaker. La parella es va divorciar el 1977.
Mills va tenir un segon fill, Jason Lawson, nascut el juliol de 1976, durant una relació amb l’actor Leigh Lawson. Ella i Lawson es van separar a principis de la dècada de 1980.
A la dècada de 1980, després de la seva ruptura amb Lawson, Mills va desenvolupar un interès per diverses religions orientals. Va escriure el prefaci del llibre The Hare Krishna Book of Vegetarian Cooking, publicat el 1984. En un article de 1997 a la revista People, va afirmar que "ella 'no forma part de la Hare Krishna', tot i que va aprofundir en l'hinduisme i el seu propi cristianisme com a guia."
El 1988, Mills va coeditar, amb el seu company en aquell moment Marcus Maclaine (nascut Newby; germà de l'actor Maxwell Caulfield, marit de la germana de Hayley, Juliet), el llibre My God, que consistia en cartes breus de celebritats sobre les seves creences, o la manca d'aquestes, sobre Déu i el més enllà.
La parella de Mills des de 1997 és l'actor/escriptor Firdous Bamji, que és 20 anys més jove que ella.

## Salut
L'abril de 2008, Mills va ser diagnosticat amb càncer de mama. Va ser operada i va començar, però ràpidament va abandonar, la quimioteràpia després de només tres sessions a causa de la gravetat dels efectes secundaris. Ella atribueix la seva supervivència als tractaments alternatius que va utilitzar. Va dir a la revista Good Housekeeping el gener de 2012 que s'havia recuperat completament.

### Memòria
Mills va publicar una memòria sobre la seva vida i carrera, Forever Young: A Memoir, el setembre de 2021.

## Filmografia

### Cinema
| Any  | Títol                            | Paper                           | Notes                                                              |
| ---- | -------------------------------- | ------------------------------- | ------------------------------------------------------------------ |
| 1959 | La badia del tibre               | Gillie Evans                    | Guanyadora BAFTA al nouvingut més prometedor als papers principals |
| 1960 | Pollyanna                        | Pollyanna Whittier              | Won an Oscar juvenil                                               |
| 1961 | The Parent Trap                  | Susan Evers / Sharon McKendrick |                                                                    |
| 1961 | Whistle Down the Wind            | Kathy Bostock                   |                                                                    |
| 1962 | In Search of the Castaways       | Mary Grant                      |                                                                    |
| 1963 | Summer Magic                     | Nancy Carey                     |                                                                    |
| 1964 | The Chalk Garden                 | Laurel                          |                                                                    |
| 1964 | The Moon-Spinners                | Nikky Ferris                    |                                                                    |
| 1965 | The Truth About Spring           | Spring Tyler                    | Títols alternatius: The Pirates of Spring Cove i Miss Jude         |
| 1965 | Sky West and Crooked             | Brydie White                    | Títol alternatiu: Gypsy Girl                                       |
| 1965 | That Darn Cat!                   | Patricia "Patti" Randall        |                                                                    |
| 1966 | The Trouble with Angels          | Mary Clancy                     |                                                                    |
| 1966 | The Daydreamer                   | Sireneta                        | Paper de veu                                                       |
| 1966 | The Family Way                   | Jenny Fitton                    |                                                                    |
| 1967 | Pretty Polly                     | Polly Barlow                    | Títol alternatiu: A Matter of Innocence                            |
| 1968 | Twisted Nerve                    | Susan Harper                    |                                                                    |
| 1970 | Take a Girl Like You             | Jenny Bunn                      |                                                                    |
| 1971 | Mr. Forbush and the Penguins     | Tara St. John Luke              | Títol alternatiu: Cry of the Penguins                              |
| 1972 | Endless Night                    | Fenella 'Ellie' Thomsen         |                                                                    |
| 1974 | What Changed Charley Farthing?   | Jenny                           | Títol alternatiu: The Bananas Boat                                 |
| 1975 | Deadly Strangers                 | Belle Adams                     |                                                                    |
| 1975 | The Kingfisher Caper             | Tracey Van Der Byl              | Títol alternatiu: Diamond Hunters i Diamond Lust                   |
| 1986 | The Parent Trap II               | Susan Carey / Sharon Ferris     |                                                                    |
| 1988 | Cita amb la mort                 | Miss Quinton                    |                                                                    |
| 1989 | Parent Trap III                  | Susan Evers / Sharon Grand      |                                                                    |
| 1989 | Parent Trap: Hawaiian Honeymoon  | Susan Wyatt / Sharon Grand      |                                                                    |
| 1990 | Back Home                        | Mrs Peggy Dickinson             |                                                                    |
| 1990 | After Midnight                   | Sally Ryan                      |                                                                    |
| 1994 | A Troll in Central Park          | Hillary                         | Paper de veu                                                       |
| 2004 | 2BPerfectlyHonest                | Terri                           |                                                                    |
| 2005 | Stricken                         | Hildy                           | Short film                                                         |
| 2010 | Mandie and the Cherokee Treasure | Mary Elizabeth Taft             |                                                                    |
| 2011 | Foster                           | Mrs Lange                       | Títol alternatiu: Angel in the House                               |
| 2021 | Last Train to Christmas          | Mum                             |                                                                    |

### Televisió
| Any       | Títol                    | Paper               | Notes                                         |
| --------- | ------------------------ | ------------------- | --------------------------------------------- |
| 1965      | What's My Line?          | Ella mateixa        | Episodi: 28 de novembre de 1965               |
| 1974      | Thriller                 | Samantha Miller     | Episodi: "Only a Scream Away"                 |
| 1979      | The Love Boat            | Cheryl Tyson        | Episodi: "Designated Lover"                   |
| 1980      | The Love Boat            | Leila Stanhope      | Episodi: "Haven't We Met Before?"             |
| 1981      | The Flame Trees of Thika | Tilly Grant         | Miniserie (7 episodis)                        |
| 1983      | Tales of the Unexpected  | Claire Hawksworth   | Episodi: "A Sad Loss"                         |
| 1985      | The Love Boat            | Dianne Tipton       | Episodis: "The Perfect Divorce" (Parts 1 & 2) |
| 1986      | Murder, She Wrote        | Cynthia Tate        | Episodi: "Unfinished Business"                |
| 1986      | Amazing Stories          | Joan Simmons        | Episodi: "The Greibble"                       |
| 1987–1989 | Good Morning, Miss Bliss | Miss Carrie Bliss   | 14 episodis                                   |
| 2007–2012 | Wild at Heart            | Caroline Du Plessis | 39 episodis                                   |
| 2014      | Midsomer Murders         | Lizzy Thornfield    | Episodi: "Wild Harvest"                       |
| 2014      | Moving On                | Madge               | Episodi: "Madge"                              |
| 2019      | Pitching In              | Iona                | Repartiment principal                         |
| 2022      | Compulsion               | Connie              | Repartiment principal                         |
| 2023      | Unforgotten              | Emma Hume           | Temporada 5                                   |

## Premis i nominacions
| Any  | Esdeveniment                               | Categoria                                       | Obra                  | Resultat  |
| ---- | ------------------------------------------ | ----------------------------------------------- | --------------------- | --------- |
| 1959 | Festival Internacional de Cinema de Berlín | Premi especial del jurat                        | La badia del tibre    | Guanyador |
| 1961 | Premis BAFTA                               | Millor actriu britànica                         | Pollyanna             | Nominat   |
| 1961 | Premis Laurel                              | La millor personalitat femenina nova            |                       | Guanyador |
| 1961 | Premis Oscar                               | Oscar juvenil                                   | Pollyanna             | Guanyador |
| 1961 | Globus d'Or                                | Nova estrella de l’any – Actriu                 |                       | Guanyador |
| 1962 | Globus d'Or                                | Millor actriu cinematogràfica – Musical/Comèdia | The Parent Trap       | Nominat   |
| 1962 | Premis BAFTA                               | Millor actriu britànica                         | Whistle Down the Wind | Nominat   |
| 1964 | Globus d'Or                                | Millor actriu cinematogràfica – musical/comèdia | Summer Magic          | Nominat   |